# 인바니혼이다이역
인바니혼이다이역(일본어: 印旛日本医大駅 인바니혼이다이에키[*]) 또는 인바 니혼 의대역은 일본 지바현 인자이시에 있는 철도역이다.

## 타는 곳
| 1 | ■ 호쿠소 선 ■ 나리타 스카이액세스 | 신카마가야·히가시마쓰도·게이세이타카사고 방면 게이세이 선 아오토·오시아게 방면 ○ 도영 지하철 아사쿠사 선 아사쿠사·니혼바시·센가쿠지·니시마고메 방면 게이힌 급행 전철 시나가와·하네다 공항·요코하마·게이큐 구리하마·미사키구치 방면 |
| 2 | ■ 나리타 스카이액세스             | 나리타유카와·공항 제2빌딩·나리타 공항 방면 |

## 역세권 정보
- 국도 제464호선
- 인바 차량기지
- 지바 뉴타운

## 역사
- 2000년 7월 22일: 호쿠소 선 철도역으로서 영업 개시.
- 2010년 7월 17일: 나리타 스카이액세스가 개통.

## 사진

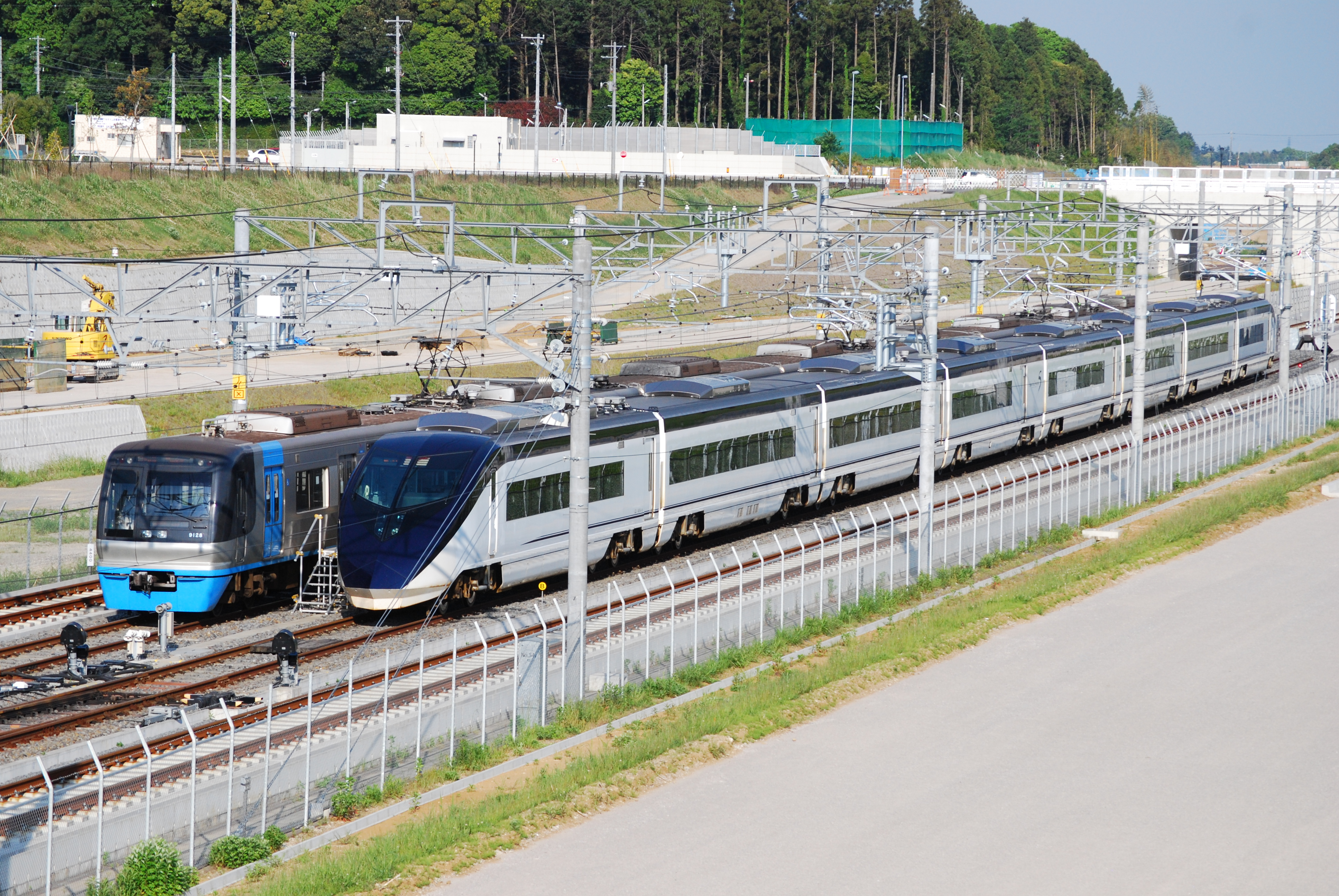
나리타유카와 쪽에 있는 인상선에 정차 중인 9100형과 신 AE형(2010년 5월 16일 촬영)

## 인접역
| 게이세이 전철 나리타 공항선 · 호쿠소 철도 호쿠소 선         | 게이세이 전철 나리타 공항선 · 호쿠소 철도 호쿠소 선 | 게이세이 전철 나리타 공항선 · 호쿠소 철도 호쿠소 선 |
| ----------------------------------------------------------- | --------------------------------------------------- | --------------------------------------------------- |
| HS 12 지바뉴타운추오 우에노, 오시아게, 하네다 국제공항 방면 | ●악세스 특급・에어포트 쾌특                         | KS 43 나리타유카와 나리타 공항 방면                 |
| HS 13 인자이마키노하라 니시마고메 · 하네다 국제공항 방면    | ● 특급 ● 급행 ● 보통                                | 시·종착역                                           |

※ 호쿠소 선 특급은 평일 아침 상행, 저녁 하행만 운행하고, 호쿠소 선 급행은 평일 저녁 하행만을 운행한다.